# Giulio Cesare Barbetta

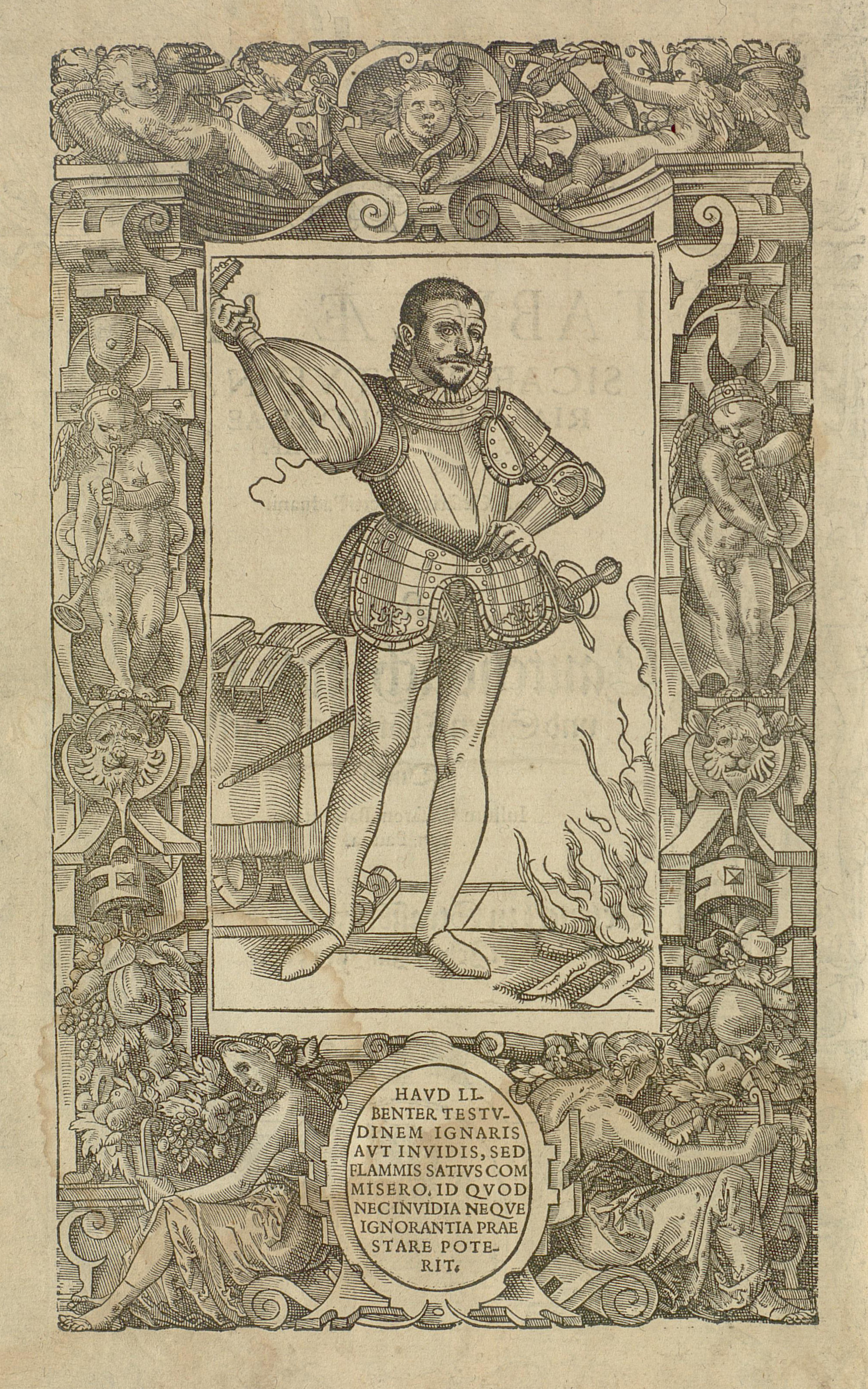
Giulio Cesare Barbetta

Giulio Cesare Barbetta (* 1540 in Padua; † 1603) war ein italienischer Lautenist und Komponist.
Barbetta kann als der wichtigste Lautenist der zweiten Hälfte des italienischen 16. Jahrhunderts gesehen werden. Sein Werk zeigt sich vor allem in den Madrigalen, der bedeutendsten weltlichen Musikform ihrer Zeit, aber auch in Canzonette und Fantasien. Er gilt als der erste Komponist, der für die siebenchörige Laute Noten schrieb und publizierte.
Die Werke von Giulio Cesare Barbetta wurden von Angelo Gardano in Venedig in italienischer Tabulatur herausgegeben.

## Werk (Auswahl)
- II primo libro dell’intavolatura de liuto. Venedig 1569
- Novae Tabulae Musicae. Strassburg 1582
- Intavolatura di liuto. Venedig 1585
- Intavolatura di liuto delle canzonette a tre voci. Venedig 1603

## Noten (Auswahl)
- Giulio Cesare Barbetta: Collected Works for Lute (= Corpus of Italian renaissance lute music. 2). Transcribed and edited by Gian Lucca Lastraioli. Tree Edition, Lübeck 2005.
- Ms.Herold. Padua 1602. Mit einer Einführung von Andreas Schlegel und François-Pierre Goy. Tree Edition, München 1991.